# Arnulf Øverland
 Ole Peter Arnulf Øverland, född 27 april 1889 i Kristiansund, död 25 mars 1968 i Oslo, var en norsk författare och lyriker.

## Biografi
Arnulf Øverland föddes i Kristiansund, men växte upp under fattiga förhållanden i Bergen. Hans far dog då Arnulf var mycket ung. När Arnulf var tolv år gammal, flyttade han, mamman och hans två bröder till Kristiania. 1911 fick han tuberkulos och lades in på Gjøsegaarden sanatorium i Kongsvinger. Samma år debuterade han som författare med lyriksamlingen Den ensomme fest. Han blev central i den norska diktarmiljön under mellankrigstiden, speciellt i kretsen runt den kommunistiska tidskriften Mot Dag. Han var mycket kritisk mot nazismen. Han övergav den kommunistiska ideologin på 1930-talet, på grund av Josef Stalins politik i Sovjetunionen.
Øverland var ledare för Det Norske Studentersamfund 1923 och för Forfatterforeningen 1923–1928.
Arnulf Øverland blev 1933 åtalad för blasfemi efter att ha hållit föredraget "Kristendommen, den tiende landeplage" i Studentersamfundet i Oslo den 21 januari, anmäld av Menighetsfakultetets professor Hallesby. Han blev frikänd, och var den sista som åtalats i Norge enligt den paragrafen. I föredraget angrep han framförallt den katolska kyrkan. Han jämförde bland annat nattvarden med "kannibalisk magi".
Under andra världskriget skrev han flera kända motståndsdikter. Han arresterades 1941 och satt fängslad på Møllergaten 19, i Grini och Sachsenhausen, men överlevde.
Efter andra världskriget spelade Øverland en framträdande roll i den norska språkstriden. Han var ordförande i Riksmålsforbundet från 1947 till 1956 och i Forfatterforeningen av 1952 från 1952–1953.
Arnulf Øverlands lyrik var traditionalistisk till formen och han kritiserade modern poesi flera gånger. Han startade den så kallade Tungomålstalsdebatten på 1950-talet. Øverland ansåg att modern poesi var en form av abrakadabra och tungomålstalande.
Han fick statlig konstnärslön från 1938 och bodde i hedersbostaden Grotten, som ligger i Slottsparken i Oslo, från 1946 till sin död.